# 宮城県立秋保かがやき支援学校
宮城県立秋保かがやき支援学校（みやぎけんりつ あきうかがやきしえんがっこう、英: Miyagi Prefectural Akiu Kagayaki Special Needs School）は、宮城県仙台市太白区に所在する、知的障害のある児童生徒を対象とした特別支援学校である。小学部・中学部・高等部を設置しており、高等部には普通科および産業技術科が設けられている。令和6年（2024年）に開校した。

## 概要
本校には、知的障害のある児童生徒を対象とした「単一学級」と、知的障害に加えて肢体不自由などの障害を併せ持つ児童生徒を対象とした「重複学級」が設けられている。小学部・中学部の単一学級は1学級6名、高等部の単一学級は1学級8名、重複学級は1学級3名で編成されている。
高等部の産業技術科は、軽度の知的障害がある生徒を対象に、一般就労を目指した職業教育を実施しており、ホテルビジネス、食品製造、流通・サービス、介護福祉の4コースを設置している。1年次には4コースすべてを体験し、2・3年次には希望する1つのコースを選択して専門的な学習を行う。1学年の募集定員は32名であり、入学者選考は共通学力検査（国語・数学）、運動能力検査、作業能力検査、個別面接、調査書の結果を元に判断される。産業技術科のみ全寮制であり、生徒全員が本校に併設された寄宿舎に入舎する。

## 児童・生徒・教職員数
令和7年度は小学部69名、中学部24名、高等部普通科35名、高等部産業技術科61名の児童生徒、計189名が在籍。教職員は125名。

## 通学区域
小学部、中学部、高等部普通科の通学区域は以下の通り。
- 仙台市青葉区（広瀬中学校、広陵中学校、錦ヶ丘中学校の学区）
- 仙台市太白区（生出中学校、茂庭台中学校、秋保中学校、山田中学校、人来田中学校、西多賀中学校、八木山中学校、長町中学校、愛宕中学校 の学区）
- 川崎町（富岡中学校、川崎中学校の学区）

なお、山田中・人来田中・西多賀中・八木山中・長町中・愛宕中の学区に在住する重度重複障害児は、原則として宮城県立西多賀支援学校に通学する。
高等部産業技術科は、宮城県全域を通学対象としている。

## 歴代校長
- 初代校長　門脇敏昭（2024年4月～）

## 施設概要
- 発注者：宮城県
- 敷地面積：26,042 ㎡
- 建築面積：6,896 ㎡
- 延床面積：15,596 ㎡
- 構造・階数：
  - 校舎：鉄筋コンクリート造、地上3階建て
  - 体育施設棟：鉄骨鉄筋コンクリート造、1階に小体育館と屋内プール、2階に体育館を設置
  - 寄宿舎：鉄筋コンクリート造、地上4階建て
  - 生活訓練棟：木造、平屋建て
  - 屋外倉庫棟：木造、平屋建て
- 設計：株式会社佐藤総合計画東北オフィス
- 建築工事：前田建設工業・西武建設・阿部和工務店共同企業体（JV）
- 電気工事：株式会社電気工事平間組、新栄電設工業株式会社
- 空調工事：株式会社アトマックス
- 衛生設備工事：株式会社ダイマル
- 昇降機設備：フジテック株式会社
- 工事期間：2022年3月から2023年12月[5][6][7]

## 所在地
〒982-0241　宮城県仙台市太白区秋保町湯本字鹿乙20番地（旧宮城県拓桃医療療育センター及び旧宮城県立拓桃支援学校の跡地）

## アクセス
バス停「秋保温泉湯元」より徒歩5分